# Piper paraisense
Piper paraisense är en pepparväxtart som beskrevs av William Trelease. Piper paraisense ingår i släktet Piper och familjen pepparväxter. Inga underarter finns listade i Catalogue of Life.